# محصول ليفي

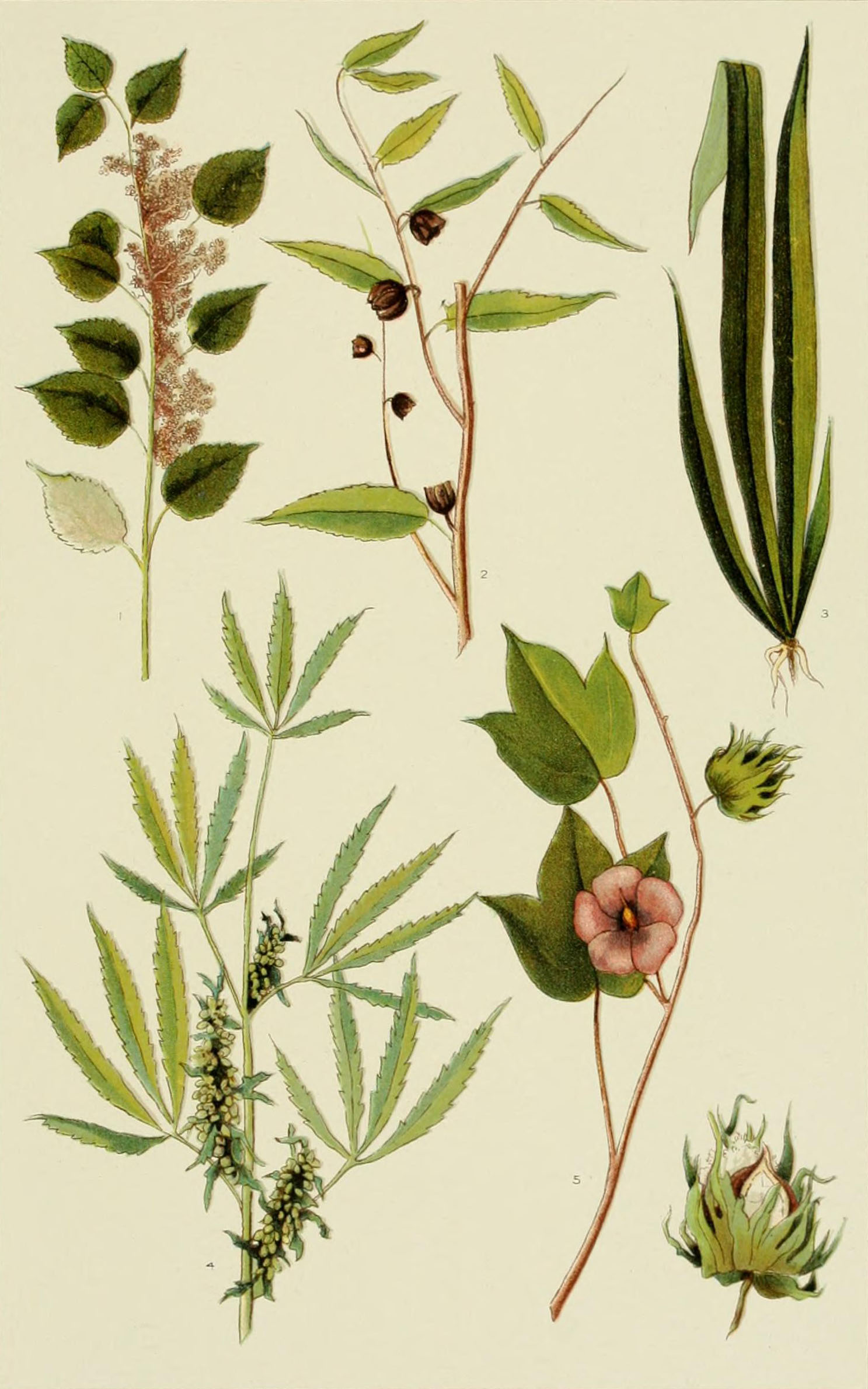

محاصيل الألياف هي محاصيل حقلية تُزرَع للحصول على أليافها التي تُستخدَم عادةً في صناعة الورق، أو  القماش، أو الحبال. وقد تخضع الألياف لعمليات تعديل كيميائي، مثلما يحدث مع الفيسكوز (الذي يُستخدَم لصنع الرايون والسيلوفان). وقد بدأ علماء المواد مؤخرًا في استكشاف استخدامات أخرى للألياف في المواد المركبة.
يمكن حصاد محاصيل الألياف، بوجه عام، بعد موسم زراعي واحد، مما يميزها عن الأشجار التي تُزرَع لسنوات عديدة قبل أن تُحصَد للحصول على ألياف لب الخشب. وفي ظروف معينة، يمكن أن تتفوق محاصيل الألياف على الألياف المستمدة من لب الخشب من ناحية الأداء الفني، أو الأثر البيئي أو التكلفة.
لكن هناك عددًا من المشكلات المتعلقة باستخدام محاصيل الألياف في صناعة لب الورق. تتمثل إحدى هذه المشكلات في التوفر الموسمي. فبينما يتم حصاد الأشجار باستمرار، لا تُحصَد المحاصيل الحقلية سوى مرة واحدة في العام، ويلزم تخزينها حتى لا تتعرض للتعفن على مدار شهور عديدة. ومع الوضع في الاعتبار حاجة العديد من مطاحن لب الورق لآلاف الأطنان من مصدر للألياف يوميًا، يمكن أن يمثل تخزين هذا المصدر مشكلة كبيرة.
من ناحية علم النبات، الألياف التي يتم حصدها من العديد من هذه النباتات هي ألياف لحاء؛ أي الألياف المستخرجة من النسيج الوعائي اللحائي للنبات. أما ألياف محاصيل الألياف الأخرى، فهي حشوة البذور أو ليف الأوراق أو أجزاء أخرى من النبات.

## محاصيل الألياف
- ألياف اللحاء (ألياف قشرة الساق)
  - الجوت (اللحاء الأكثر استخدامًا والأرخص ثمنًا بعد القطن)
  - الكتان (يُستخدم لصناعة المنتجات الكتانية)
  - القنب الهندي (خانق الكلب الذي استخدمه سكان أمريكا الأصليون.)
  - القنب (بذور ناعمة صالحة للأكل تتميز بألياف قوية.)
  - الهووبفاين (يُستخدم في صناعة حلقات البراميل والسلال، أوراقه صالحة للأكل، يُستخدَم كدواء.)
  - جلجل (يُستخدَم قلب ساق هذا النبات كألياف، وهو صالح للأكل.)
  - القراص
  - رامي (نوع من القراص، أقوى من القطن أو الكتان، ويُصنَع منه «قماش العشب الصيني»)
- ألياف أخرى (الأوراق، والفواكه، وغيرها من الألياف الأخرى)
  - أبق (شجرة موز تزهر في أوراقها المانيلا)
  - ألياف الخيزران
  - القنب الوتري، (استخدام قديم لنبات الأغاف المستخدم في الزينة سانسفيريا روكسبورغيانا، سانسفيريا هياسينثويدز)
  - القطن
  - ليف جوز الهند (الليف الموجود في ثمرات جوز الهند)
  - الحلفاء
  - هينكين (ليف أغاف مفيد، لكنه أقل جودة من السيزال)
  - كابوك
  - صقلاب
  - بابايا
  - فورميوم («كتان نيوزيلندا», أغاف)
  - سيزال (يُسمَى عادة أغاف)
  - نبات مظلة
  - يوكا (أغاف)

## أبعاد الألياف
قش |القمح
قش |الأرز
| مصدر اللب    | طول الألياف بالملليمتر | قطر الألياف بالملليمتر |
| ------------ | ---------------------- | ---------------------- |
| الخشب اللين  | 3.0                    | 30                     |
| الخشب القاسي | 1.0                    | 16                     |
| 1.5          | 13                     |                        |
| 1.5          | 9                      |                        |
| عشب الحلفاء  | 1.1                    | 10                     |
| القصب        | 1.5                    | 13                     |
| باغاس        | 1.7                    | 20                     |
| خيزران       | 2.7                    | 14                     |
| القطن        | 25.0                   | 20                     |

## وصلات خارجية
- Waynesword Plant Fibers نسخة محفوظة 14 نوفمبر 2010 على موقع واي باك مشين. Accessed 2010-11-23